# Javier Zanetti
Javier Adelmar Zanetti (sinh ngày 10 tháng 8 năm 1973) là một cựu cầu thủ bóng đá người Argentina. Anh gia nhập câu lạc bộ bóng đá Inter Milan năm 1995 và là đội trưởng câu lạc bộ này từ năm 1999 đến khi kết thúc sự nghiệp thi đấu quốc tế vào năm 2014. Anh là một huyền thoại của câu lạc bộ Inter Milan và hiện đang là phó chủ tịch của câu lạc bộ này.
Nổi tiếng tại Argentina với cái tên Pupi, anh còn được đặt nickname là Il Trattore (máy kéo) sau khi chuyển tới Ý nhờ thể lực, sự dẻo dai và khả năng vượt qua hậu vệ đối phương khi lên tham gia tấn công từ vị trí hậu vệ cánh phải. Từ khi trở thành đội trưởng, anh còn gắn biệt danh Il Capitano (Đội trưởng).
Năm 2004, Pelé chọn Zanetti vào danh sách 125 huyền thoại sống của bóng đá thế giới trong danh sách FIFA 100. Ngày 4/5/2015, chủ tịch Inter Milan lúc đó là Thohir cũng tuyên bố treo áo số 4 của Zanetti và sau khi giải nghệ anh vẫn sẽ gắn bó với Inter với vai trò phó chủ tịch.
Zanetti cũng được biết đến nhiều với các việc làm từ thiện, hiện anh đang hoạt động một tổ chức từ thiện giúp đỡ trẻ em bất hạnh tại Argentina.

## Thống kê sự nghiệp
| # | Ngày                | Địa điểm                                                                 | Đối thủ              | Bàn thắng | Kết quả | Giải đấu                 |
| - | ------------------- | ------------------------------------------------------------------------ | -------------------- | --------- | ------- | ------------------------ |
| — | 22 tháng 6 năm 1995 | Sân vận động Malvinas Argentinas, Mendoza, Argentina                     | Slovakia             | 2–0       | 6–0     | Giao hữu                 |
| 1 | 14 tháng 5 năm 1998 | Sân vận động Mario Alberto Kempes, Córdoba, Argentina                    | Bosna và Hercegovina | 3–0       | 5–0     | Giao hữu                 |
| 2 | 30 tháng 6 năm 1998 | Sân vận động Geoffroy-Guichard, Saint-Étienne, Pháp                      | Anh                  | 2–2       | 2–2     | World Cup 1998           |
| 3 | 8 tháng 6 năm 2003  | Sân vận động Nagai, Ōsaka, Nhật Bản                                      | Nhật Bản             | 2–1       | 4–1     | Kirin Cup 2003           |
| 4 | 9 tháng 10 năm 2004 | Sân vận động tượng đài Antonio Vespucio Liberti, Buenos Aires, Argentina | Uruguay              | 3–0       | 4–2     | Vòng loại World Cup 2006 |

## Danh hiệu

### Inter Milan
- Serie A (5): 2005–06, 2006–07, 2007–08, 2008–09, 2009–10
- Coppa Italia (4): 2004–05, 2005–06, 2009–10, 2010–11
- SuperCoppa Italiana (4): 2005, 2006, 2010, 2011
- UEFA Champions League (1): 2009–10
- UEFA Cup (1): 1997-98
- FIFA Club World Cup (1): 2010

### Cá nhân
- Cầu thủ xuất sắc nhất Inter năm 1996
- Được bầu vào FIFA 100

## Đời sống cá nhân
Vào ngày 23 tháng 12 năm 1999, Javier và Paula Zanetti đã tổ chức hôn lễ tại Argentina, sau 7 năm tìm hiểu. Họ sống gần Lake Como, nơi họ sở hữu 1 nhà hàng tên là "El Gaucho". Hiện tại, Paula Zanetti, con gái của 1 giảng viên đại học, đang làm công việc của 1 nhà nhiếp ảnh. Vào ngày 11 tháng 6 năm 2005, cô đã sinh được 1 bé gái, Sol Zanetti. Javier Zanetti đã nói," Tôi rất hạnh phúc khi con bé đã xuất hiện trong cuộc đời tôi. Đó là kỷ niêm tuyệt vời với vợ của tôi. Con gái tôi sẽ được hưởng mọi điều hạnh phúc mà nó đáng được hưởng." Zanetti cũng có một con trai tên là Ignacio.
Zanetti là 1 tín đồ Thiên Chúa mộ đạo, anh cũng đã thuyết phục Wesley Sneijder, tiền vệ người Hà Lan, cải đạo sang đạo Thiên Chúa.
Anh trai của Zanetti, Sergio, cũng là 1 cựu hậu vệ.
Vào năm 2007, Zanetti đã song ca cùng ca sĩ người Ý, Mina, trong 1 bài hát phiên bản tiếng Tây Ban Nha của bài hát "Parole parole", trong album Todavia.
Javier Zanetti không có quan hệ huyết thống với cầu thủ Cristiano Zanetti, 1 tiền vệ người Ý đã từng đá cặp với anh trong màu áo Inter trong 5 mùa giải.